# Voz blanca

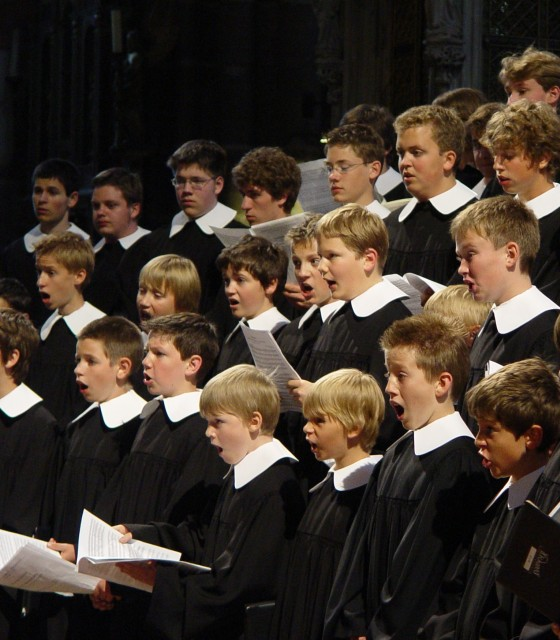
Coro infantil de Windsbach.

Se denomina voz blanca o voz infantil a la voz musical de los niños antes de su pubertad. Una laringe infantil es más corta que la de una mujer, y mucho más que la de un varón, por lo que las voces blancas son muy agudas.
Por lo general, la tesitura de un niño es mucho menor que la de un adulto, una octava frente a dos.
Además de por su tesitura aguda y poco extensa, las voces infantiles se distinguen por no estar desarrolladas musicalmente, y no tener, por tanto, la riqueza tímbrica de la de un adulto, y carecer de vibrato: la ausencia de «color» es lo que hace que se denominen «voces blancas».
Evidentemente, la voz infantil no es constante con la edad: la laringe va creciendo lentamente, por lo que el tono se va haciendo más grave y la tesitura extendiendo: mientras que con
3 años de edad puede abarcar
desde un re5 hasta un la5 (de acuerdo con el índice registral internacional ―que se utiliza en todos los países del mundo menos en Bélgica, Francia y España―, que indica al la 440 Hz como la4) y
con 9 años
desde un si4 hasta un re6, 
con 12 años alcanza el desarrollo infantil completo, usualmente
desde un la4 hasta un re6.
Los valores anteriores son aproximados, y existen muchas variaciones de un niño a otro. De hecho, durante la edad escolar la voz se va fijando, por lo que es posible a partir de un cierto momento clasificar las voces blancas en agudas, medias y graves, que en ocasiones se llaman sopranos, mezzosopranos y contraltos como las voces de mujer.
Sin embargo, los cambios anteriores son graduales y livianos. En la pubertad (a partir de los 10-12 años en las niñas y los 13-15 en los niños) se produce una mutación vocal brusca e importante, con la que desaparece la voz infantil:
acompañando a la madurez sexual, la laringe crece bruscamente hasta su tamaño adulto, y los repliegues vocales crecen unos milímetros en las niñas y hasta un centímetro en los niños, formando la protuberancia externa que se denomina nuez de Adán. Esos cambios físicos determinan que la voz hablada descienda en media tres o cuatro tonos en las niñas y hasta una octava completa en los niños. Además, se produce un período de inestabilidad vocal, que acompaña al cambio brusco y que se manifiesta con frecuentes fallos y emisión de notas agudas, conocidas popularmente como «gallos».